# 27865 Ludgerfroebel
27865 Ludgerfroebel (tên chỉ định: 1995 FQ) là một tiểu hành tinh vành đai chính. Nó được phát hiện bởi Stefano Mottola và E. Koldewey ở Đài thiên văn La Silla ở Chile ngày 30 tháng 3 năm 1995. Nó được đặt theo tên Ludger Froebel, a project manager ở German Aerospace Center.